# Kampfgeschwader 100
100-та бомбардувальна ескадра (нім. Kampfgeschwader 100 (KG 100) — бомбардувальна ескадра Люфтваффе за часів Другої світової війни. Формування брало участь у кампаніях та великих битвах на Європейському театрі війни протягом 1941—1944 років.

## Історія

### Заснування
100-та бомбардувальна ескадра Люфтваффе була сформована 29 листопада 1941 року у Шатрі на території окупованої Франції шляхом переформування 100-ї бомбардувальної групи. 100-та бомбардувальна група, у свою чергу, була заснована 18 листопада 1939 року в Кетені на основі спеціалізованого 100-го авіаційного загону радіорозвідки (нім. Luftnachrichten Abteilung 100). Пілоти цієї групи виконували спеціальні завдання з наддалеких перельотів до Північної Африки, східного Середземномор'я, на північ Фінляндії. З вересня 1939 до листопада 1941 року повітряне формування брало участь в усіх воєнних кампаніях Другої світової війни.
29 листопада 1941 року під командуванням оберстлейтенанта Г. фон Голлебена був заснований штаб KG 100, який став основою для концентрації усіх бомбардувальних груп, що повільно включалися до штату ескадри.
15 грудня 1941 року в Маркиш-Фрідланді була сформована I./KG 100, що мала на озброєнні Heinkel He 111H-6. Звідсіля 12 січня 1942 року 28 бомбардувальників авіагрупи перекинули до Фокшан, у Румунії, в підпорядкування командування 4-го повітряного флоту. Першим командиром 1-ї групи був майор Гельмут Кюстер.
15 грудня 1941 року на аеродромі Сєща поблизу Рославля шляхом перейменування III./KG 26 була сформована II./KG 100, під командуванням майора Горста Рьоблінга.
20 вересня 1942 року на летовищах Афіни-Каламакі та Афіни-Елефсін була сформована III./KG 100 на чолі з майором Гансом Шульцем.

### Участь у битвах

#### I./KG 100
Авіаційна група I./KG 100 з 22 січня 1942 року передислокувалася на південний фланг Східного фронту, де увійшла до складу V повітряного корпусу генерала авіації Р. фон Грейма з базуванням на аеродроми біля Кіровограда. З кінця січня 1942 року бомбардувальники He 111H авіагрупи діяли з аеродрому Саки. Основним завданням бомбардувальної групи майора Г. Кюстера була підтримка дій 11-ї армії генерала фон Манштейна, який протидіяв військам Червоної армії, котрі силами 44-ї й 51-ї армій щойно висадилися на Керченському півострові та під Феодосією, та обороняли обложений Севастополь. Літаки Люфтваффе надавали всебічну авіаційну підтримку наземним силам до повного розгрому радянських військ під Керчю у травні 1942 року, а також діяли над акваторією Чорного й Азовського морів. У результаті виснажливих боїв з авіацією Червоної армії та військами ППО, німецька авіагрупа залишилася тільки з 8 бомбардувальниками.

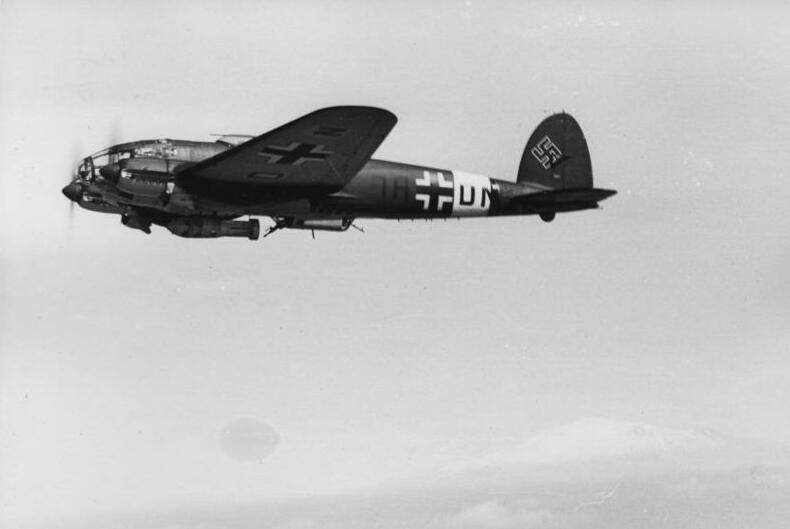
He 111 (кодове маркування 1H DN) з підвішеною під фюзеляжем бомбою SC 1000, що застосовувалися під час бомбардування Севастополя.

Чорноморський флот СРСР здійснював регулярні артилерійські обстріли узбережжя Криму, окупованого німцями. Для запобігання цьому керівництво Люфтваффе посилило цей напрямок за рахунок бомбардувальних ескадр KG 27, KG 55 і KG 100, яким визначалися завдання з бомбардування Анапи, Туапсе, Новоросійська та кавказького узбережжя. 20 лютого командир 8 штаффеля гауптман Г. Батчер потопив радянське транспортне судно «Комуніст» (1900 тонн).
7 червня I./KG 100 перейшло в підпорядкування VIII повітряного корпусу В. фон Ріхтгофена. Авіагрупа брала активну участь у масованому бомбардуванні Севастополя напередодні штурму міста військами 11-ї армії генерала Е. фон Манштейна. У взаємодії з StG 77 та KG 76, пілоти 1-ї бомбардувальної групи 100-ї ескадри скинули на місто 570 тонн бомб і ще 500 запалювальних бомб SC50. Загалом у ході авіаційної підготовки штурму льотчики 4-го флоту скинули 2264 тонни бомб і ще 23 800 запалювальних бомб за 3069 літако-вильотів. Деякі екіпажі здійснювали по 18 вильотів на добу.
Багато пілотів ескадри знищили чимало кораблів і суден противника. Так, лейтенант Г. Кляйн потопив судно «Абхазія» (4727 тонн), був потоплений есмінець «Свободний». 26 червня судно забезпечення «Ташкент» із 2100 пораненими солдатами з обложеного Севастополя на борту ледве уникнуло знищення від атаки I./KG 100, але есмінець ескорту «Безупречний» був потоплений бомбардувальниками StG 77. У липні німецькі бомбардувальники потопили радянські лідер «Ташкент», есмінець «Бдительний», транспорти «Україна», «Пролетарій» та «Ельбрус». Були пошкоджені мінний загороджувач «Комінтерн», есмінці «Сообразительний», «Незаможник», сторожові кораблі «Шквал» та «Шторм», і ще багато інших.
Після завершення боїв у Криму, I./KG 100 отримала завдання на підтримку наступальних дій вермахту під Сталінградом. Авіаційна група повинна була зірвати річкове сполучення Волгою для недопущення прибуття поповнень, боєприпасів та майна радянськими військами, що утримували оборону в Сталінграді. 23 серпня льотчики групи брали участь у масштабному авіаційному нальоті на місто, яке тривало протягом трьох діб. Формування діяло до 6 жовтня, поки не отримало наказ на переміщення до Сак у Криму. Після відпочинку та оновлення парку авіаційної техніки I./KG 100 перевели до Армавіра на Північному Кавказі, де вона підтримувала дії групи армій «A».
I./KG 100 залучалася до бомбардувань Астрахані та морських комунікацій у Каспійському морі, атакуючи, в першу чергу танкери та суховантажні судна, які рухалися морем до Волги.
19 листопада 1942 року Червона армія розпочала стратегічний наступ під Сталінградом, результатом якого стало оточення 6-ї польової та частки 4-ї танкової армій вермахту на підступах до міста. I./KG 100 почали залучати до підтримки обложеного угруповання генерал-полковника Ф. Паулюса, а з 23 грудня пілоти авіагрупи безпосередньо прикривали з повітря контрнаступальну операцію за планом «Вінтергевіттер», спробу німецьких військ прорвати блокаду 6-ї армії. Авіаційна група діяла до 26 січня 1943 року, потім її перевели до Сак для переоснащення та відновлення боєздатності. Літаки, що залишилися, були передані до KG 55, а особовий склад прибув до Львова для переозброєння на новітні He 111H-16.
У березні 1943 року льотний склад передислокували на південь Франції до Салон-де-Прованс, де пілотів пройшли перепідготовку на сучасні бомбардувальні приціли Lotfernrohr 7. 24 квітня I./KG 100 прибула до Сталіно і з 13 травня розпочала активні протикорабельні дії в акваторіях Чорного та Азовського морів, а також постановку мін на Волзі. Згодом її перевели на летовище Сєща, розташоване поблизу однойменного селища. З червня 1943 року з тамтешнього аеродрому німецькі льотчики проводили далекі нальоти на промислові потужності танковий завод ім. Молотова поблизу Горького. Так з 4 на 5 червня 128 He 111 та Ju 88 III./KG 1, KG 3, II і III./KG 4, KG 27, I./KG 100 і II. та III./KG 55 скинули 179 тонн бомб на радянський завод. Німці втратили 5 літаків.

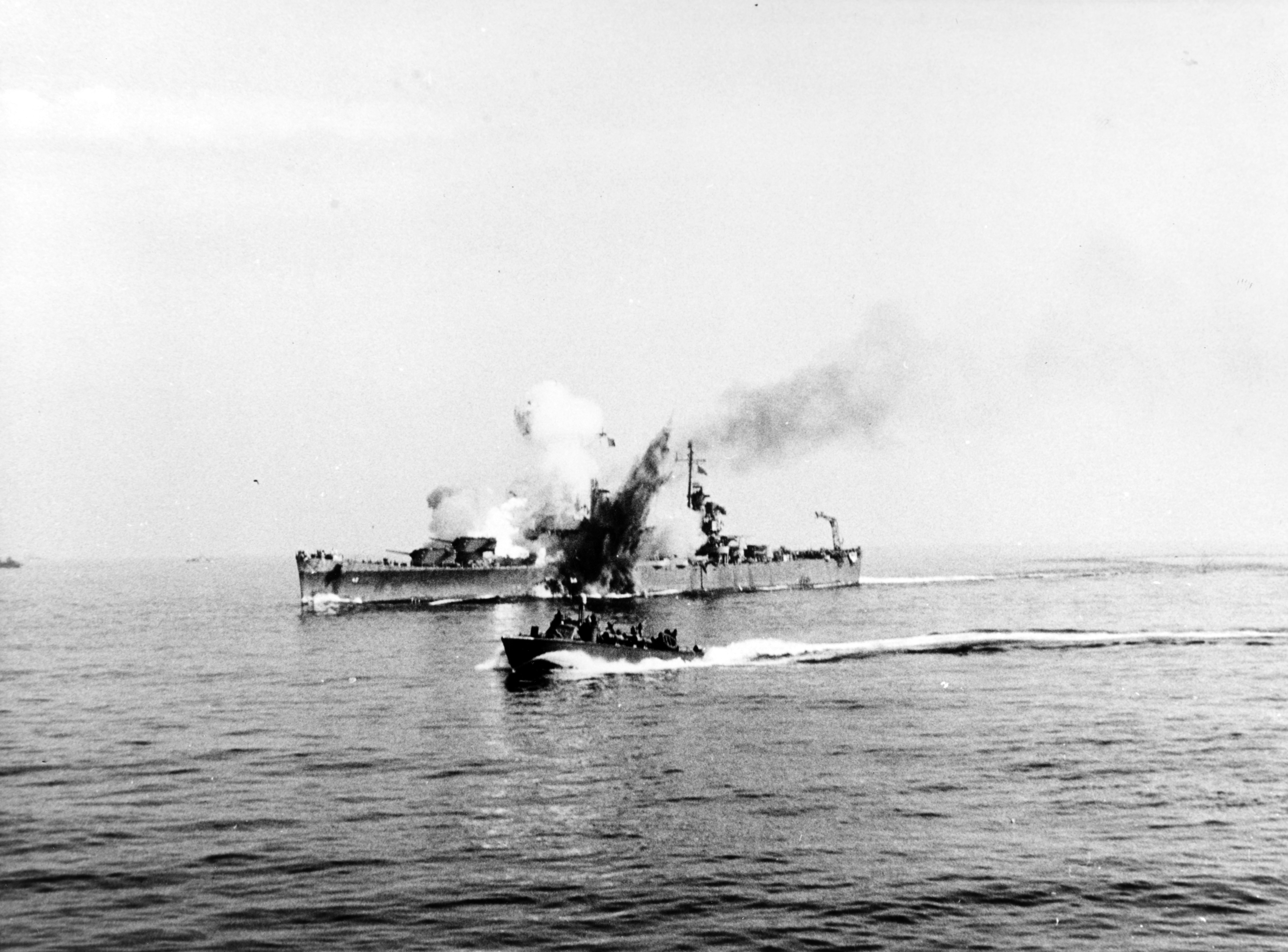
Американський легкий крейсер «Саванна» вибухає від влучення німецької радіокерованої торпеди Fritz X у ході операції. 11 вересня 1943

7 червня група здійснила наліт на промислові об'єкти біля Саратова, звідкіля бомбардувальники повернулися вже до Сталіно. З цих аеродромів пілоти знову атакували цілі в Каспійському морі. 4 липня авіагрупа передислокувалася до Полтави і з 16 липня брала активну участь у битві на Курській дузі. В основному ескадрильї діяли в південній Україні, в районах Харкова, Ізюма, Конотопа та Запоріжжя. Після переходу радянських військ у наступ по всьому фронту, I./KG 100 брала участь у боях за Дніпро, після яких були відведена зі Східного фронту на Захід.

#### II./KG 100
II./KG 100 була сформована 15 грудня 1941 року на аеродромі Сєща поблизу Рославля шляхом перейменування III./KG 26. Першим командиром групи став майор Горст Рьоблінг. II./KG 100 діяла у складі VIII повітряного корпусу на московському напрямку і здійснювала авіаційну підтримку наземним військам вермахту, що протистояла Червоній армії, яка контрнаступала на цьому стратегічному напрямку. Незабаром частина передала усі бомбардувальники, що лишилися до I./KG 28, а її льотний склад відбув до Пуа для переоснащення на нові He 111 версії H-5 та H-6.
21 квітня 1942 року авіагрупа прибула до Греції на аеродром Афіни-Каламакі у підпорядкування X повітряного корпусу генерала авіації Г. Гайслера. З цьому моменту He 111 II./KG 100 здійснювали авіаційні нальоти в акваторії Середземного моря та в Північній Африці на підтримку армій країн Осі, що билися на континенті. Німецькі льотчики атакували морські комунікації, транспортні конвої, порти, бази, райони зосередження та рандеву суден противника, важливі об'єкти на Мальті, в Лівії, Єгипті, Сирії, Палестині. Вони забезпечували повітряну підтримку сухопутній компоненті в битвах біля Газали, під Тобруком та в інших місцях. Бомбардувальники залучалися до атак Мальти, їхніми об'єктами були аеродроми та цілі на військово-морській базі обложеного острова. II./KG 100 передислокувалася спочатку до Греції у жовтні, а з початком ворожого вторгнення до Французької Північної Африки — до Сицилії, на підтримку італійсько-німецького угруповання, що протистояло англо-американській армії. Через колосальні навантаження за станом на 31 грудня 1942 року при наявності 22 справних бомбардувальників He 111 з 32, лише 4 екіпажі з 17 доступних були готові продовжували виконувати завдання.
Взимку-весною 1943 року авіаційна група продовжувала діяти на Середземному морі та на півночі Африки. З лютого до 2 березня 1943 року декілька ескадрилей залучалися до операції «Вайс», протипартизанської операції вермахту в Югославії.
25 серпня 1943 року пілоти II./KG 100 вперше застосували крилату ракету повітряного базування Hs 293 неподалік від іспанських берегів та уразили британський шлюп «Бідефорд». За два дні вони потопили другий британський шлюп «Ігрет» та пошкодили ще чотири кораблі ескорту.
17 вересня пошкоджень зазнали крейсери «Філадельфія» та британський «Уганда». Згодом ракетами пошкодили британські есмінці «Лоял» та «Нубіан». 30 вересня II./KG 100 потопила два десантно-висадочних кораблі поблизу Аяччо на Корсиці. 5-та ескадрилья 11 та 13 листопада потопила «Роквуд» та «Далвертон» відповідно.
Після боїв над Середземним морем II./KG 100 перевели до Шлезвіг-Гольштейна на відновлення боєздатності та отримання нових зразків бомбардувальників. Авіагрупа готувалася до операції «Кармен», авіаційному рейду на головну авіаційну базу Королівського флоту в Скапа-Флоу, що планувалася на 19 листопада 1943 року. Але через скасування плану групу повернули на Середземноморський театр війни з базуванням в Тулузі та Бланьяку. 9 грудня групу переозброїли на He 177.
10 січня 1944 року авіагрупа провела перший бойовий виліт на бомбардування конвою поблизу Орана. З 20 січня її підпорядкували 2-ій авіаційній дивізії генерал-лейтенанта Й. Фінка. З 12 лютого частина залучалася до атак англо-американських військ під Анціо, штурмовала союзні конвої поблизу узбережжя. 24 лютого пілоти II./KG 100 потопили британський есмінець «Інглефілд». Бойові вильоти бомбардувальників продовжувалися протягом весни 1944 року, але у квітні через значні втрати в літаках її перевели до Ольборга для отримання нових He 177. Після розформування 100-ї бомбардувальної ескадри II./KG 100 продовжувала діяти на північному та південному театрах Європи. На 10 січня 1945 року в її складі з 44 He 177 32 були боєздатні. 2 лютого командування групи отримало наказ знищити свої літаки та льотному складу приєднатися до сухопутних військ вермахту.

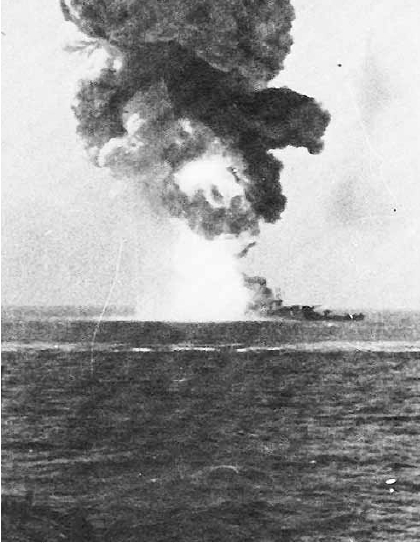
Вибух італійського лінкора «Рома» в результаті ураження радіокерованою бомбою. 9 вересня 1943

#### III./KG 100
III./KG 100 була сформована 20 вересня 1942 року на летовищах Афіни-Каламакі та Афіни-Елефсін на чолі з майором Гансом Шульцем. Формування увійшло до X повітряного корпусу і мало на озброєнні He 111, Ar 96 and BV 138. Головним завдання авіагрупи було патрулювання акваторії Егейського моря, а також участь в атаках цілей противника у Середземному морі, на Мальті, в Північній Африці.
29 квітня 1943 року III./KG 100 прибула до Швебіш-Галль на переоснащення на новітні Do 217K-2 та набуття навичок застосування ракет повітря-поверхня Fritz X. Паралельно з ними проходили перепідготовку пілоти II./KG 100.
У липні 1943 року оновлена авіаційна група зосередилася в Істрі на півдні Франції, звідкіля 17 липня частина ескадрилей групи передислокувалася до Фоджі, головні сили залишилися в Коньяці.
21 липня III./KG 100 вперше застосувала найсучасніші Fritz-X в бухті Аугуста на Сицилії. Згодом німецькі пілоти атакували британські кораблі та судна в Палермо, в Сиракузах, на Гібралтарі.
9 вересня 1943 року обидві групи атакували союзні війська на плацдармі під Салерно. 13 вересня ними було потоплене госпітальне судно «Ньюфаундленд». Одночасно, 11 Do 217 III./KG 100 під командування оберстлейтенанта Б. Йопе потопили італійський лінкор «Рома» та пошкодили «Італію». 16 вересня німецькі аси завдали серйозних пошкоджень британським лінкорам «Воспайт» і «Веліант».
11 вересня III./KG 100 завдали уражень крейсеру «Саванна».
З лютого до квітня 1944 року III./KG 100 продовжувала вести бойові дії в акваторії Середземного моря. 15 квітня союзники завдали повітряного удару по авіабазі в Тулузі, знищивши 5 Do 217. Групу перевели до північної Франції, де льотчики продовжили виконувати завдання по ураженню керованими ракетами Fritz X ворожих об'єктів.

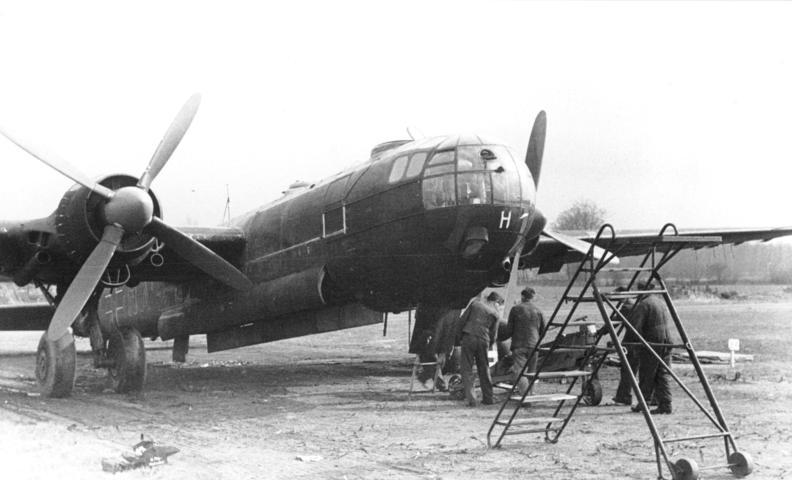
He 177 A-3/R2 зі складу 2./KG 100. 21 березня 1944

Після висадки союзників у Нормандії авіаційна група діяла на цьому напрямку, головним чином атакуючи судна та кораблі у прибережних водах і на річці Сена. 13 червня пілоти потопили британський есмінець «Боудісіа».
III./KG 100 підтримувала німецький вермахт у битві за Шербур, проводячи атаки на судна союзників, що намагалися підійти до берега. Надалі здійснювала авіаційну підтримку наземних військ та бомбардувала визначені цілі в Англії, у Франції, Бельгії тощо. Після проведення морської десантної операції союзниками на півдні Франції, авіагрупа забезпечувала підтримку своїм військам на цьому напрямку. У вересні 1944 року групу розформували.

### Основні райони базування штабу 100-ї бомбардувальної ескадри[1]
| Час                                | Місто         | Підпорядкованість              | Основний літак |
| ---------------------------------- | ------------- | ------------------------------ | -------------- |
| 29 листопада 1941 — 21 квітня 1942 | Шатр          | 3-й повітряний флот            | He 111H        |
| 21 квітня — 10 жовтня 1942         | Саки          | 8-й повітряний корпус          | He 111H        |
| 10 жовтня 1942 — 10 квітня 1943    | Гліфада/Афіни | 10-й повітряний корпус         | He 111H        |
| 10 квітня — 12 липня 1943          | Гарц          | Командування Люфтваффе «Центр» | Do 217         |
| 12 липня — листопад 1943           | Істр          | 2-га авіаційна дивізія         | Do 217         |
| Листопад 1943 — 20 серпня 1944     | Тулуза        | 2-га авіаційна дивізія         | Do 217         |

## Командування

### Командири
- Оберстлейтенант Гайнц фон Голлебен (нім. Heinz von Holleben) (29 листопада 1941 — 22 квітня 1943)
- Майор Фріц Ауффгаммер (нім. Fritz Auffhammer) (4 травня — 10 вересня 1943)
- Оберстлейтенант Бернгард Йопе (нім. Bernhard Jope) (10 вересня 1943 — 8 серпня 1944)